# Rząd Marjana Šarca
Rząd Marjana Šarca – rząd Republiki Słowenii istniejący od 13 września 2018 do 13 marca 2020.
Rząd powstał po przedterminowych wyborach parlamentarnych w 2018 Zastąpił gabinet Mira Cerara. Wybory wygrała centroprawicowa Słoweńska Partia Demokratyczna. Mniejszościową koalicję rządową zawiązały jednak ugrupowania centrowe i centrolewicowe: Lista Marjana Šarca (LMŠ), Socjaldemokraci (SD), Partia Nowoczesnego Centrum (SMC), Demokratyczna Partia Emerytów Słowenii (DeSUS) i Partia Alenki Bratušek (SAB). W sierpniu 2018 posłowie tych formacji wysunęli kandydaturę Marjana Šarca na urząd premiera. 17 sierpnia Zgromadzenie Państwowe większością 55 głosów desygnowało go na tę funkcję, rozpoczynając tym samym formalną procedurę tworzenia rządu; kandydatura uzyskała wówczas także poparcie partii Lewica oraz posłów mniejszości narodowych. 13 września parlament głosami 45 posłów zatwierdził skład nowego rządu.
27 stycznia 2020, na skutek kryzysu rządowego wywołanego projektowaną reformą systemu opieki zdrowotnej i rezygnacją ministra finansów Andreja Bertoncelja, Marjan Šarec podał się do dymisji. Gabinet urzędował do 13 marca 2020, kiedy to zatwierdzony został trzeci rząd Janeza Janšy.

## Skład rządu
- premier: Marjan Šarec (LMŠ)[6][7]
- wicepremier, minister finansów: Andrej Bertoncelj (LMŠ)
- wicepremier, minister infrastruktury: Alenka Bratušek (SAB)
- wicepremier, minister spraw zagranicznych: Miro Cerar (SMC)
- wicepremier, minister obrony: Karl Erjavec (DeSUS)
- wicepremier, minister edukacji, nauki i sportu: Jernej Pikalo (SD)
- minister rolnictwa, leśnictwa i żywności: Aleksandra Pivec (DeSUS)
- minister kultury: Dejan Prešiček (SD, do stycznia 2019), Zoran Poznič (SD, od marca 2019)
- minister rozwoju gospodarczego i technologii: Zdravko Počivalšek (SMC)
- minister środowiska i zagospodarowania przestrzennego: Jure Leben (SMC, do marca 2019), Simon Zajc (SMC, od marca 2019)
- minister zdrowia: Samo Fakin (LMŠ, do marca 2019), Aleš Šabeder (LMŠ, od marca 2019)
- minister spraw wewnętrznych: Boštjan Poklukar (LMŠ)
- minister sprawiedliwości: Andreja Katič (SD)
- minister pracy, rodziny, spraw społecznych i równouprawnienia: Ksenija Klampfer (SMC)
- minister administracji publicznej: Rudi Medved (LMŠ)
- minister bez teki do spraw diaspory: Peter Jožef Česnik (SAB)
- minister bez teki do spraw rozwoju, projektów strategicznych i spójności: Marko Bandelli (SAB, do listopada 2018), Iztok Purič (SAB, od grudnia 2018 do września 2019), Angelika Mlinar (SAB, od grudnia 2019)